# Губернатор штату Мен
Губернатор штату Мен — голова виконавчої влади в штаті Мен. До того, як Мен було прийнято до США в 1820 році, Мен був частиною штату Массачусетс, а губернатор штату Массачусетс був головою виконавчої влади.
Нинішній губернатор штату Мен — Джанет Міллс, демократка, яка вступила на посаду 2 січня 2019 року.
Губернатор штату Мен отримує зарплату в розмірі 70 000 доларів, що станом на 2016 рік є найнижчою (на 20 000 доларів) заробітною платою серед 50 губернаторів штатів.

## Вимоги
Згідно з розділом 4 статті V, особа повинна до початку терміну перебування на посаді досягти 30 років, 15 років — бути громадянином США та п'ять років — мешканцем Мен. Губернатор повинен зберігати місце проживання в Мен протягом усього свого терміну. Розділ 5 передбачає, що особа не може обіймати посаду губернатора, займаючи будь-яку іншу посаду в США, штаті Мен або мати «будь-яку іншу владу».

## Вибори і строки повноважень
Губернатори обираються безпосередньо на чотири роки, з обмеженням строку двох послідовно обраних термінів. Таким чином, губернатор може служити необмежену кількість термінів, доки вони виконуватимуть повноваження не більше двох підряд (стаття V, розділ 2).
Вибори проходять шляхом народного голосування, але якщо двоє людей сперечаються за перше місця, законодавчий орган збирається на спільній сесії, щоб вибрати між ними (стаття V, розділ 3)..

## Виконавчі повноваження
Губернатор є головнокомандуючим «армії і флоту Штату та міліції» (Департаменту оборони, ветеранів та управління надзвичайних ситуацій, тобто Національної гвардії Мен), за винятком коли вони не знаходяться під федеральним контролем (стаття V, розділ 7).
Зазвичай, губернатор має повноваження призначати цивільних, військових та судових службовців (окрім заповідальних суддів та мирових суддів), за умови підтвердження Законодавчим органом, якщо Конституція Мен чи статут не передбачають інший спосіб призначення (Розділ 8 статті V).
Він або вона також має право надавати помилування, відстрочку та комутації, за винятком випадків імпічменту. Це повноваження помилування також включає ювенальні правопорушення (стаття V, розділ 11).

## Кабінет
Губернатор здійснює контроль за виконавчою владою, до складу якої входять державні установи штату Мен. Їх кабінет часто називають уповноваженими штату, які, як правило, висуваються губернатором, але затверджуються законодавчим органом штату Мен.

### Чинний Кабінет
Станом на січень 2019 року кабінет є таким:
| Кабінет Міллз                                                                                    | Кабінет Міллз     | Кабінет Міллз |
| Посада                                                                                           | Назва             | З року        |
| ------------------------------------------------------------------------------------------------ | ----------------- | ------------- |
| Губернатор                                                                                       | Джанет Міллз      | 2019          |
|                                                                                                  |                   |               |
| Уповноважений Департаменту адміністративних та фінансових послуг                                 | Кірстен Фігероа   | 2019          |
| Уповноважений Департаменту сільського господарства, природокористування та лісового господарства | Аманда Біл        | 2019          |
| Уповноважений Департаменту з питань виконання покарань                                           | Рандалл Ліберті   | 2019          |
| Уповноважений Департаменту оборони, ветеранів та управління надзвичайними ситуаціями             | Дуглас Фарнхем    | 2016          |
| Уповноважений Департаменту економічного та громадського розвитку                                 | Хізер Джонсон     | 2019          |
| Уповноважений Департаменту освіти                                                                | Пендер Макін      | 2019          |
| Уповноважений Департаменту охорони навколишнього середовища                                      | Джеррі Рейд       | 2019          |
| Уповноважений Департаменту охорони здоров'я та соціальних служб                                  | Джоан Ламбре      | 2019          |
| Уповноважений Департаменту внутрішнього рибальства та дикої природи                              | Джуді Камю        | 2019          |
| Уповноважений Департаменту морських ресурсів                                                     | Патрік К. Келіхер | 2012          |
| Уповноважений Департаменту громадської безпеки                                                   | Майкл Сосшок      | 2019          |
| Уповноважений Департаменту транспорту                                                            | Брюс Ван Нот      | 2019          |
| Уповноважений Департаменту праці                                                                 | Лора Фортман      | 2019          |
| Уповноважений Департаменту професійного та фінансового регулювання                               | Енн Хед           | 2011          |
| Виконавчий директор Компенсаційної комісії працівників                                           | Джон Роде         | 2019          |

## Правонаступництво
Мен — один із п'яти штатів, який не має посади лейтенант-губернатора Відповідно до чинного законодавства, якщо посада губернатора є вакантною, губернатором стає президент сенату Мен. З 5 грудня 2018 року президентом Сенату є демократ Трой Джексон.

## Офіційна резиденція
Дім Блейна в місті Огаста є офіційним особняком губернатора, і розташований через дорогу від Капітолія штату Мен. Він став офіційною резиденцією в 1919 році і названий за іменем Джеймса Г. Блейна, який колись володів цим особняком. Будинок був побудований капітаном Джеймсом Холлом у 1833 році та оголошений Національною історичною пам'яткою у 1964 р..